# Arkhip Lyulka
Arkhip Mikhailovich Lyul'ka (em russo:  Архи́п Миха́йлович Лю́лька, em ucraniano:  Архип Михайлович Люлька; Savarka, Governorato de Kiev, Império Russo, 23 de março de 1908 – Moscou, 1 de junho de 1984) foi um engenheiro soviético projetista de motores a jato, diretor da UEC Saturn e membro da Academia de Ciências da Rússia.

## Biografia
Arkhip Lyulka nasceu em 23 de março de 1908 na vila de Savarka no Governorato de Kiev do Império Russo. Frequentou a escola da vila de Savarka e graduou-se no Instituto Politécnico de Kiev Igor Sikorski em 1931 (Mikhail Kravchuk foi seu professor). Trabalhou então durante dois anos na Fábrica de Turbogeradores de Carcóvia.
Lyulka foi um projetista e construtor de motores aeronáuticos da União Soviética de 1938 a 1990, quando os elementos de fabricação e projeto foram integrados como UEC Saturn em sede em Rybinsk. O escritório de projetos de Lyulka teve suas raízes no Instituto de Aviação de Carcóvia, onde Lyulka estava trabalhando com uma equipe projetando a instalação do ATsN (Agregat Tsentralnovo Nadduva - superalimentador centralizado) no bombardeiro Petlyakov Pe-8. Lyulka foi responsável por projetar os primeiros motores soviéticos de turbina a gás, preferindo evitar a cópia de equipamentos alemães capturados, conseguiu produzir motores caseiros.
Em 1939-1941 Lyulka elaborou o projeto para o primeiro motor turbofan do mundo, e adquiriu uma patente para esta nova invenção em 22 de abril de 1941. Embora vários protótipos tenham sido construídos e testados, Lyulka foi forçado a abandonar suas pesquisas e evacuar para os montes Urais quando começou a invasão nazista da União Soviética na Segunda Guerra Mundial.
Em 1941-42 Lyulka trabalhou em uma fábrica de tanques em Cheliabinsk como engenheiro de motores diesel. No entanto, após o desastre do projeto do avião a jato soviético de 1942, Josef Stalin convocou Arkhip Lyulka, entre outros cientistas que trabalhavam em motores a jato, para retomar seu trabalho em Moscou.
A partir de 1945 o projeto do motor a jato soviético foi dividido em duas partes: o OKB MiG baseou seu desenvolvimento na tecnologia nativa combinada com aeronaves alemãs de troféu e a tecnologia ocidental. Lyulka, no entanto, recusou qualquer influência estrangeira e continuou suas próprias pesquisas. Em 1945-47 projetou o primeiro motor a jato soviético, o TR-1, que passou todo o ciclo de testes com sucesso. Pavel Sukhoi (chefe da OKB Sukhoy) imediatamente propôs instalar o novo motor em seus jatos Su-11, iniciando um longo trabalho colaborativo com Lyulka. Mais tarde, ele projetou os motores turboalimentadores AL-5, AL-7 e AL-21, que foram instalados nos aviões Su-7, Su-17, Su-20, Su-24, MiG-23 e outros aviões militares soviéticos. Lyulka também projetou os motores do estágio superior para o foguete lunar soviético N1.
Na década de 1970 Pavel Sukhoi pediu para Arkhip Lyulka projetar um novo motor com características pouco ortodoxas para instalação no Su-27 projetado. O desafio foi enfrentado e, embora Pavel Sukhoi tenha morrido em 1974, seu trabalho foi continuado por seus sucessores e colegas, incluindo Lyulka. A principal dificuldade em projetar esta aeronave parecia estar nos motores, que tinham que ser constantemente reprojetados e atualizados. Como resultado do trabalho intensivo de Arkhip Lyulka e sua equipe, o trabalho no novo motor, AL-31F, foi finalmente realizado no início da década de 1980.

## Conquistas
No geral, as conquistas de Arkhip Lyulka se tornaram decisivas para a Rússia e seus aliados. Até hoje, a patente dos motores turbofan de jato duplo amplamente utilizados em todos os setores da aviação mundial pertence a ele. O Al-31, por si só, tornou-se o padrão de vários desenvolvimentos internacionais em setores civis e militares, atualmente empreendidos pela UEC Saturn, herdeira do OKB de Lyulka.

## Motores
| Nome do modelo | Data           | Tipo                                                             | Impulso (kg) / Potência (eshp)     | Equipado para                                                                |
| -------------- | -------------- | ---------------------------------------------------------------- | ---------------------------------- | ---------------------------------------------------------------------------- |
| RTD-1/VDR-2    | 1938           | Compressor centrífugo de dois estágios Turbojet                  | 500 kg estimado                    | Apenas cama de teste                                                         |
| S-18/VDR-3     | 1945           | Compressor axial de fluxo Turbojet                               | 1.250 kg                           | Projeto Gu-VRD                                                               |
| TR-1           | 1946           | Compressor de fluxo axial de 8 estágios Turbojet                 | 1.300 kg                           | Alekseyev I-21, Ilyushin Il-22, Sukhoi Su-10, Sukhoi Su-11 (1947)            |
| TR-1A          | 1947           | Compressor de fluxo axial de 8 estágios Turbojet                 | 1.500 kg                           |                                                                              |
| TR-2           | 1947           |                                                                  |                                    | versão de desenvolvimento projetada do TR-1                                  |
| TR-3 and AL-5  | 1949           | Turbojato de fluxo axial de 7 estágios                           | 4.600 kg (na qualificação em 1950) | Il-30, Il-46, Lavochkin La-190, Tu-86, Yak-1000, Su-17(1949), "Aircraft 150" |
| TR-7           | Década de 1950 | protótipo de compressor supersônico do AL-7                      |                                    | Protótipo para o AL-7                                                        |
| AL-7           | 1954           | Turbocompressor supersônico de 9 estágios                        | 6.500 kg                           | Il-54, Su-7B, Tu-98, Su                                                      |
| AL-21          | 1961           | Compressor axial de 14 estágios com lâminas de estator variáveis | 11.000 kg                          | Yak-38, Tu-28/Tu-128, Su-17, Su-24                                           |
| AL-31          | 1976           | Turbofan de gaiola dupla, 0.6 relação de desvio.                 | 13.300 kg                          | Su-27, Su-30, Su-34, Su-35, Su-47 Berkut                                     |

## Premiações
- Membro da Academia de Ciências da Rússia (desde 1960)
- Herói do Trabalho Socialista (1957)
- Prêmio Lenin (1976)
- Ordem de Lenin (em 3 ocasiões)
- Ordem da Revolução de Outubro
- Ordem da Bandeira Vermelha do Trabalho (em 2 ocasiões)

## References
- History of Lyulka jet engines
- Lyulka AL engines
- Rubrikon encyclopedia[ligação inativa] (em russo)
- Biography
- Encyclopedia of aviation (em russo)
- Gunston, Bill. “The Osprey Encyclopaedia of Russian Aircraft 1875–1995”. London, Osprey. 1995. ISBN 1-85532-405-9